# Pilumnopeus vauquelini
Pilumnopeus vauquelini is een krabbensoort uit de familie van de Pilumnidae. De wetenschappelijke naam van de soort is voor het eerst geldig gepubliceerd in 1826 door Audouin.